# Rocklands

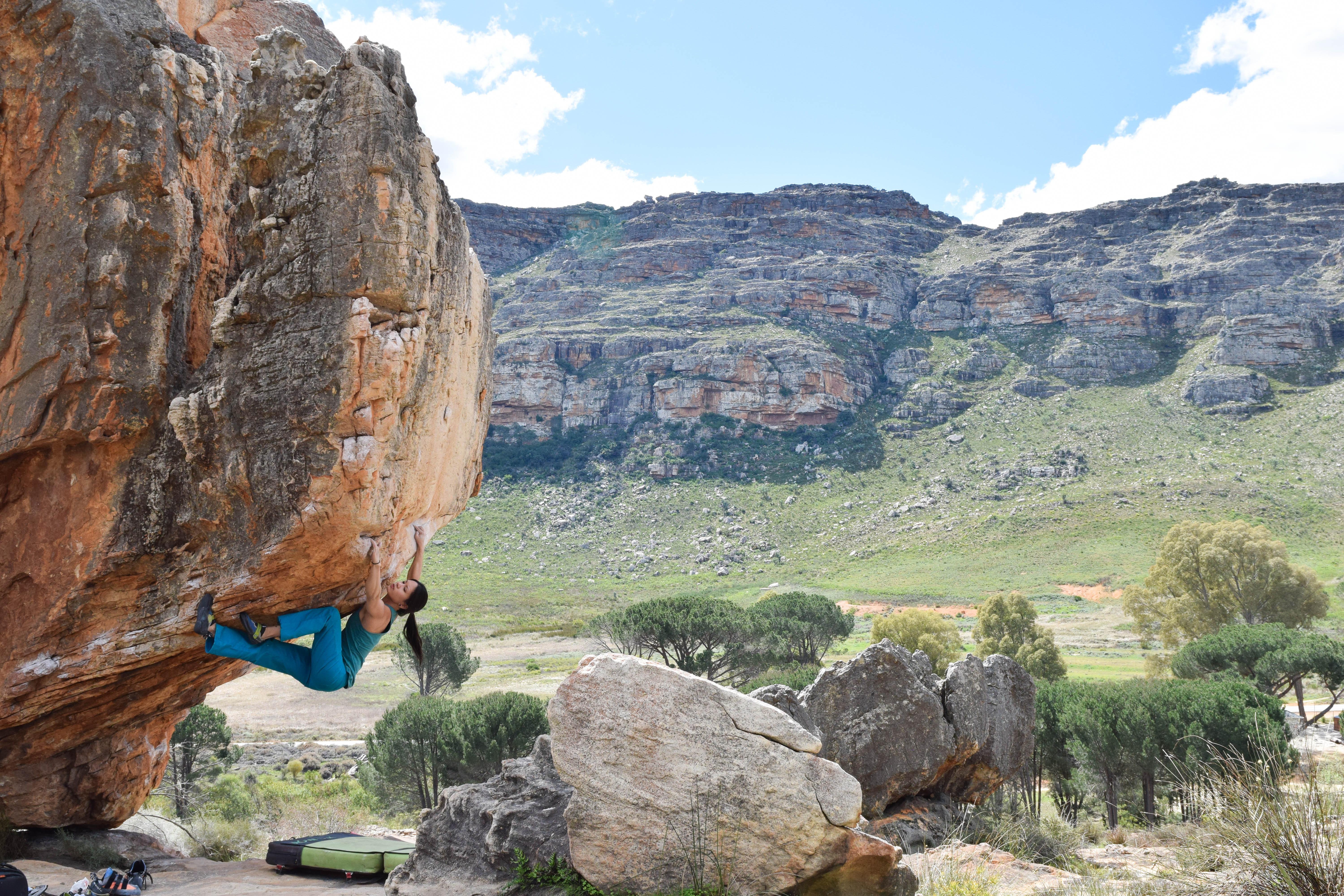
Une grimpeuse dans la voie Tea Time (7C/C+) à Rocklands.

Rocklands est un site d'escalade de bloc situé dans le massif du Cederberg, dans la province du Cap-Occidental en Afrique du Sud. Ce site est internationalement reconnu pour ses formations rocheuses uniques en grès et quartzite, attirant des grimpeurs du monde entier.

## Situation géographique
Rocklands est situé dans le massif du Cederberg, à environ 250 kimomètres au nord du Cap, dans la province du Cap-Occidental en Afrique du Sud. Plus précisément, Rocklands se trouve à proximité du col du Pakhuis. Rocklands est à 3 à 4 heures de route du Cap en voiture, certaines portions de la route étant accidentées.
La région du Cederberg se caractérise par un paysage spectaculaire, avec des formations rocheuses en grès rouge, des canyons profonds et une végétation unique. Le climat est de type semi-désertique, avec des étés chauds et secs et des hivers frais et pluvieux.

## Histoire
L'histoire de Rocklands en tant que site d'escalade de bloc remonte aux années 1990 mais son véritable essor s'est produit au début des années 2000. 
Plusieurs facteurs ont contribué à sa renommée : 
- l'exploration par des grimpeurs internationaux : des grimpeurs renommés comme Fred Nicole, Jacky Godoffe et Chris Sharma ont été parmi les premiers à explorer et à développer le potentiel de Rocklands ; Fred Nicole, en particulier, a joué un rôle clé en ouvrant plusieurs voies emblématiques et en faisant connaître le site à la communauté internationale ;
- la qualité du rocher : le grès de Rocklands offre une très bonne adhérence et des prises variées, appréciés des grimpeurs de tous niveaux ;
- les paysages spectaculaires : la beauté de la région du Cederberg, avec ses formations rocheuses et ses vastes étendues sauvages, a également contribué à attirer les grimpeurs du monde entier ;
- l'ouverture de voies difficiles : l'ouverture de voies de bloc de haut niveau a positionné Rocklands comme un site de référence pour les grimpeurs expérimentés ; des voies comme "Amandla" (8B+), ouverte par Fred Nicole, ont contribué à la réputation de Rocklands.

Au fil des années, Rocklands est devenu un site de renommée internationnale pour les grimpeurs de bloc, attirant des professionnels, des amateurs passionnés et des touristes. L'afflux de grimpeurs a eu un impact économique positif sur la région, mais a également posé des difficultés en termes de gestion de l'environnement et de préservation des sites d'art rupestre.

## Escalade

### Secteurs principaux
- The Pass : plus de 300 problèmes, incluant des classiques et des défis extrêmes.
- Roadside : un secteur populaire avec une grande variété de blocs.
- Fields of Joy : connu pour ses highballs impressionnants.
- De Pakhuys : une zone offrant une diversité de styles d'escalade.

### Signalétique et cotations
À Rocklands, comme dans le reste de la région, le système de cotation utilisé est l'échelle de Fontainebleau, allant de 3A à 9A. Cependant, il n'existe pas de système de circuits balisés par couleurs comme à Fontainebleau. Les grimpeurs se fient aux topos d'escalade disponibles ou explorent les zones de manière indépendante.
La signalétique et les cotations à Rocklands ont les particularités suivantes :
- l'absence de marquage : les voies ne sont généralement pas marquées sur les blocs, les grimpeurs doivent donc se référer aux topos pour identifier les différents problèmes ;
- la variabilité des cotations : elles peuvent parfois être subjectives et varier en fonction des grimpeurs et des conditions ;
- la concentration des difficultés : Rocklands est connu pour abriter un grand nombre de voies difficiles, en particulier dans les niveaux 7 et 8 de l'échelle de Fontainebleau, il existe également des voies plus accessibles pour les grimpeurs de niveau intermédiaire et débutant[4].

### Particularités
- La saison d'escalade idéale s'étend de juin à septembre (hiver austral).
- L'accès au site nécessite l'achat d'un permis.
- La préservation de l'environnement et le respect des peintures rupestres sont des enjeux importants pour la communauté des grimpeurs.

### Voies historiques
- "Amandla" (8B+) : ouvert par Fred Nicole en 2001, ce bloc est devenu un classique du site.
- "Black Eagle SD" (8C) : un des blocs les plus difficiles du secteur "The Pass".
- "Golden Shadow" (8B+) : un autre bloc emblématique de Rocklands.